# Osterbrock

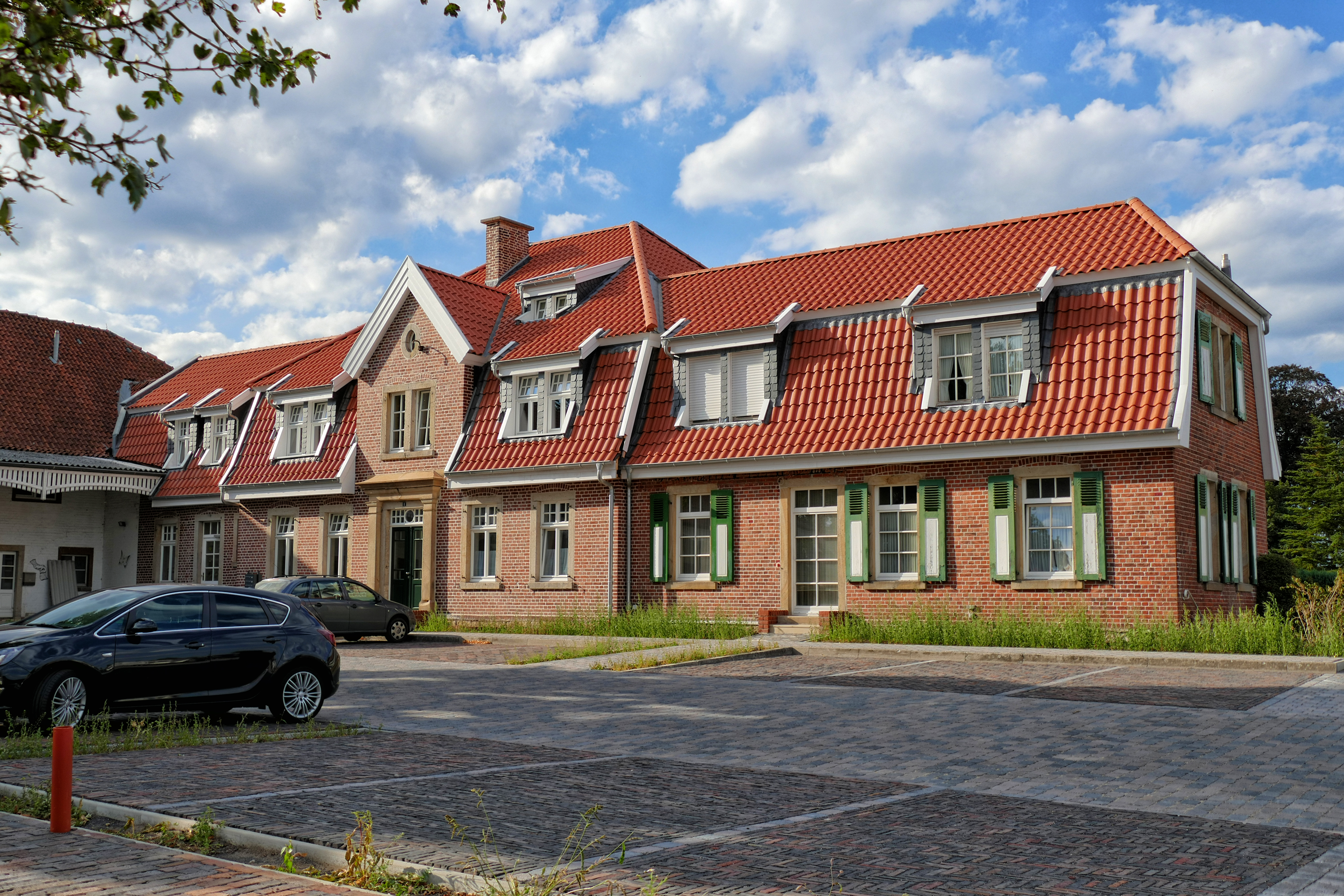
Ehemaliges Gut Geeste

Osterbrock ist eine Ortschaft an der Ems zwischen Lingen und Meppen mit etwa 1800 Einwohnern. Osterbrock gehört zur Gemeinde Geeste im niedersächsischen Landkreis Emsland.

## Geschichte
Im Gebiet des heutigen Osterbrock entstand 1907 das landwirtschaftliche Gut Geeste. Unter Leitung von Heinrich Kuhr kaufte die Siedlungsgenossenschaft Emsland dieses Gut 1932 von der Harpener Bergbau AG und es entstanden daraus viele kleinere Siedlerstellen für Neubauern. So kamen auch evangelische Siedler in den bis dahin durchweg katholischen Ort. Sie bauten 1934 die Friedrich-von-Bodelschwingh-Kapelle. In den 1930er Jahren lebte Aloys Schockemöhle (1906–1963), der Vater von Alwin und Paul Schockemöhle, auf dem Gut.
Seit 1958 wird das Ölfeld Bramberge, welches im Dorfgebiet liegt, ausgebeutet.
Die Gemeinde Osterbrock schloss sich am 1. Februar 1971 der Gemeinde Geeste an.

## Einwohnerentwicklung

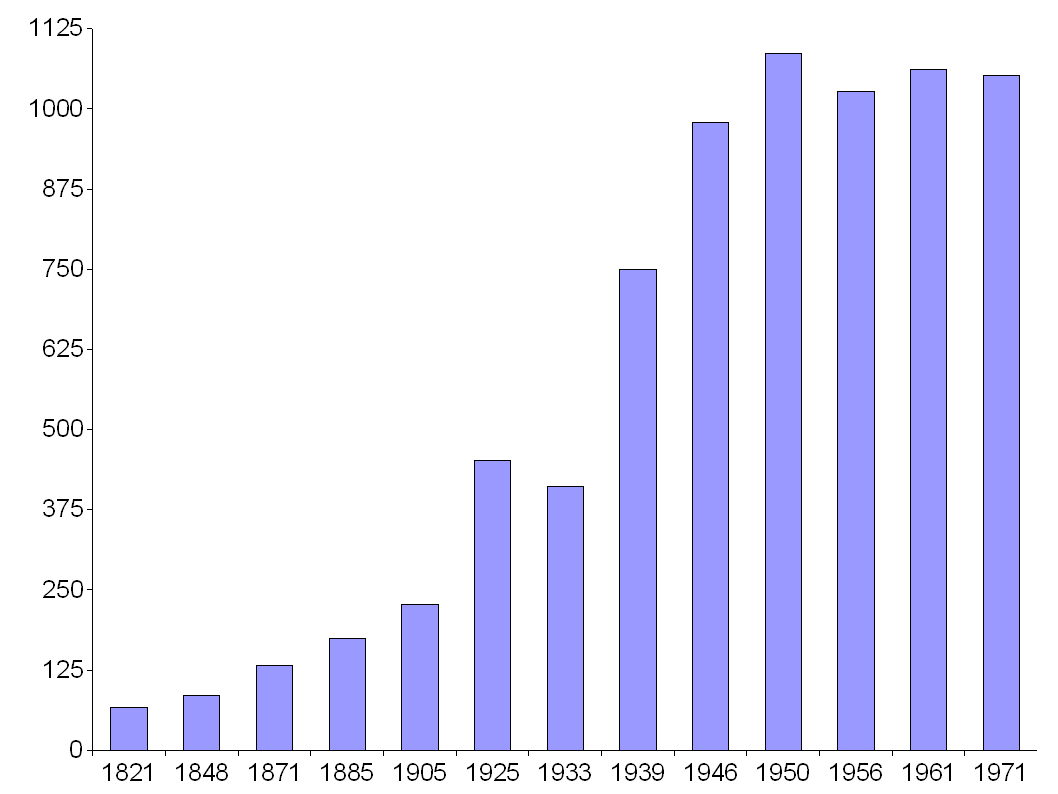
Einwohnerentwicklung von Osterbrock zwischen 1821 und 1971

| Jahr | Einwohner |
| ---- | --------- |
| 1821 | 66        |
| 1848 | 86        |
| 1871 | 132       |
| 1885 | 174       |
| 1905 | 228       |
| 1925 | 452       |
| 1933 | 411       |
| 1939 | 750       |
| 1946 | 979       |
| 1950 | 1087      |
| 1956 | 1027      |
| 1961 | 1061      |
| 1970 | 1300      |
| 2005 | 1800      |

## Gemeindeverwaltung
Adresse der Gemeindeverwaltung (seit 1971):

Am Rathaus 3

49744 Geeste-Dalum

## Bürgermeister
- 1951–1961 Heinrich Altevers
- 1961–1971 Alois Strodt

## Verkehrsanbindungen
- Pkw: A 31/AS 23, Geeste, B 70
- Bahn: Bahnhof Geeste (RE „Emsland-Express“ Münster–Emden (stündlich))
- Schiff: Dortmund-Ems-Kanal